# 芬頓冰川
73°3′S 61°48′W / 73.050°S 61.800°W芬頓冰川（英語：Fenton Glacier）是南極洲的冰川，位於帕爾默地，處於阿德金斯山以東，最終注入莫斯比冰川，美國地質調查局根據測量和該國海軍的空中照片繪入地圖，現時由南極條約體系管理。